# Ученица Мессинга
«Ученица Мессинга» — российский драматический телесериал с Татьяной Чердынцевой и Юрием Беляевым в главных ролях.

## Показ
Премьера многосерийного фильма состоялась с 20 по 30 января 2020 года на «Первом канале».

## Сюжет
События сериала происходят в 1960-е годы в СССР. Главная героиня — Ольга Мигунова, ученица самого известного экстрасенса страны Вольфа Мессинга, который сам выбрал её из аудитории, когда ей было 16 лет, заметив её экстрасенсорные способности. Ольга, считавшая, что она всегда видела больше, чем все остальные, и что её талант унаследован от бабушки-целительницы, решает поехать в Ленинград, чтобы её научили всему, касающемуся экстрасенсорики.
16-летняя Ольга, обладающая некими необъяснимыми мистическими способностями, неожиданно оказывается помощницей знаменитого советского экстрасенса, телепата и ясновидящего. После шести лет гастролей с ним она сама становится знаменитым сценическим гипнотизёром. Пройдя через испытания и искушения, счастье и боль, трагедию и успех, смерть близких и собственные сомнения, Ольга обнаруживает, что её истинное предназначение — не выступать на сцене, а помогать людям.

## Съёмочный процесс
Съёмки сериала проходили зимой, весной и летом 2016 года в Санкт-Петербурге, Кронштадте и селе Ловозеро Мурманской области. Все трюки в сериале Татьяна Чердынцева выполняла сама.

## Награды и номинации
- В 2021 году телесериал «Ученица Мессинга» номинирован на премию «Золотой орёл» сразу в трёх номинациях: «Лучший телевизионный сериал (более 10 серий)», «Лучшая женская роль на телевидении», «Лучшая мужская роль на телевидении».[5].

## Пресса о телесериале
- В фильме много личного // Амурская правда, 05.03.2020
- У Мессинга не было учеников! Подруга экстрасенса разоблачает звезду сериала // Собеседник, 27.01.2020
- В этом фильме будет показано, как работают гипнотизёры // Первый канал, 14.01.2020
- Кто предсказал Вторую Мировую и при чём тут Эйнштейн, Фрейд и бараний глаз // Комсомольская правда, 20.01.2020
- Он запрещал мне даже думать о замужестве // Откровения звезд, 04.03.2020